# Magyarósi Csaba
Magyarósi Csaba (Győr, 1981. augusztus 26. –) magyar videoblogger, szerkesztő, 2001-től az Index.hu munkatársa először a gazdaság, majd a tudomány rovatban. Tevékenységét a YouTube videómegosztó portálon 2006-ban kezdte. Az Appleblog, valamint az Egy nap a városban blog alapítója, szerzője, volt az I love Balaton főszerkesztője, az Attraktor című dokumentumsorozat társalkotója, szerkesztője és műsorvezetője. A Város hőse és a Zöldítsük ki Budapestet mozgalom kezdeményezője. A menolakasom.hu lakberendezési és ingatlan kivitelezési cég egyik alapítója. Utazós vlogsorozatát 2012-ben indította el, elsőkörben müncheni útja alkalmával, a hasonló tematikájú videói hatalmas sikert hoztak számára, az USÁNKA sorozata már három évadot is megélt. Mindezek mellett technikai témájú videókat is készít.
A 2021-ben induló és 2022 végéig leforgatott, az HBO Max által készült, a Híd című valóságshow társalkotója és műsorvezetője volt.

## Tanulmányok
Diplomáját a Szegedi Tudományegyetemen szerezte kommunikáció-magyar szakon.